# Francesco Sirufo
Francesco Sirufo (Castelluccio Inferiore, 1º gennaio 1961) è un arcivescovo cattolico italiano, dal 20 maggio 2016 arcivescovo di Acerenza.

## Biografia
Nasce a Castelluccio Inferiore, in provincia di Potenza e diocesi di Tursi-Lagonegro, il 1º gennaio 1961.

### Ministero sacerdotale
Il 3 agosto 1985 è ordinato presbitero, nella chiesa di San Nicola a Castelluccio Inferiore, dal vescovo Gerardo Pierro.
Dal 1986 al 1989 è viceparroco della parrocchia di San Nicola di Bari a Lauria mentre dal 1989 al 1994 è parroco di San Francesco d'Assisi a Senise. Dal 1994, per quattordici anni, gli viene affidato il ruolo di parroco di San Nicola di Bari a Lauria. Nel 2008 è nominato parroco di Santa Caterina vergine e martire a Viggianello, servizio che svolge per otto anni.
Nel settembre 2011 è nominato anche direttore e prefetto agli studi del seminario maggiore interdiocesano della Basilicata a Potenza.
Il 5 ottobre 2015 è eletto amministratore diocesano di Tursi-Lagonegro, dopo che il vescovo Francescantonio Nolè viene trasferito alla sede metropolitana di Cosenza-Bisignano.

### Ministero episcopale
Il 20 maggio 2016 papa Francesco lo nomina arcivescovo di Acerenza; succede a Giovanni Ricchiuti, precedentemente trasferito alla diocesi di Altamura-Gravina-Acquaviva delle Fonti. Il 20 agosto successivo riceve l'ordinazione episcopale, in piazza Santa Maria d'Anglona a Tursi, dal vescovo Vincenzo Carmine Orofino, co-consacranti gli arcivescovi Francescantonio Nolè e Salvatore Ligorio. Il 3 settembre 2016 prende possesso dell'arcidiocesi.

## Genealogia episcopale e successione apostolica
La genealogia episcopale è:
- Cardinale Scipione Rebiba
- Cardinale Giulio Antonio Santori
- Cardinale Girolamo Bernerio, O.P.
- Arcivescovo Galeazzo Sanvitale
- Cardinale Ludovico Ludovisi
- Cardinale Luigi Caetani
- Cardinale Ulderico Carpegna
- Cardinale Paluzzo Paluzzi Altieri degli Albertoni
- Papa Benedetto XIII
- Papa Benedetto XIV
- Papa Clemente XIII
- Cardinale Enrico Benedetto Stuart
- Papa Leone XII
- Cardinale Chiarissimo Falconieri Mellini
- Cardinale Camillo Di Pietro
- Cardinale Mieczysław Halka Ledóchowski
- Cardinale Jan Maurycy Paweł Puzyna de Kosielsko
- Arcivescovo Józef Bilczewski
- Arcivescovo Bolesław Twardowski
- Arcivescovo Eugeniusz Baziak
- Papa Giovanni Paolo II
- Cardinale Paolo Romeo
- Vescovo Vincenzo Carmine Orofino
- Arcivescovo Francesco Sirufo

La successione apostolica è:
- Vescovo Domenico Beneventi (2024)